# Atrichopogon indianus
Atrichopogon indianus är en tvåvingeart som först beskrevs av Jean-Jacques Kieffer 1910.  Atrichopogon indianus ingår i släktet Atrichopogon och familjen svidknott. Inga underarter finns listade i Catalogue of Life.